# Сиктерме
Сиктерме (чув. Сиктĕрме) — село в Алькеевском районе Татарстана. Входит в состав Старохурадинского сельского поселения.

## География
Находится в южной части Татарстана на расстоянии приблизительно 13 км по прямой на юг от районного центра села Базарные Матаки у речки Инча.

## История
Основано в первой половине XVIII века. Упоминалась также как Среднее Иштубаево, Сихтарма, Сиктерьма. В 1868 году была построена Никольская церковь.
До 1981 года называлось Старая Сихтерма, затем — Хузангаево, в честь уроженца этого села Петра Хузангая. В 2005 году утверждено название Сиктерме-Хузангаево. В 2022 году по предложению бывшего депутата Госдумы от республики Марий Эл Ивана Казанкова появилась инициатива переименовать в Сиктерме, сельчане его идею поддержали (Казанков является родственником Петра Хузангая — его дедушка приходился поэту двоюродным братом). Госсовет Татарстана одобрил смену названия.

## Название
Происходит из чувашского Сиктӗрме — пружина, сиктӗрме урапа — карета с рессорами, сиктӗрме ҫул — дорога с выбоинами (ямами, ухабами), сӑпка сиктӗрми — пружина люльки.

## Население
Постоянных жителей было: в 1782—129 душ мужского пола, в 1859—581, в 1897—908, в 1908—1013, в 1920—1037, в 1926—755, в 1938—672, в 1958—316, в 1970—410, в 1979—338, в 1989—257, в 2002—250 (чуваши 77 %), 249 — в 2010.

## Известные люди

### Родились
- Пётр Петрович Хузангай (1907—1970) — поэт, писатель
- Иван Иванович Казанков (род. 1942) — организатор производства, политик

### Работали
- Александр Васильевич Галицкий — известный шахматный композитор и теоретик, работал в 1889–1899 годах в селе земским врачом.
- Михаил Петрович Петров (Тинехпи) — религиозный деятель, педагог, этнограф, историк, в 1901–1903 годах работал в селе учителем в земской школе.